# Bulinus hightoni
Bulinus hightoni es una especie de molusco gasterópodo de la familia Planorbidae en el orden de los Basommatophora.

## Distribución geográfica
Es  endémica de Kenia.

## Hábitat
Su hábitat natural son: los ríos y zonas húmedas de arbustos.

## Estado de conservación
Se encuentra amenazada de extinción por la pérdida de su hábitat natural.